# Carpinus londoniana
Carpinus londoniana ist ein kleiner Baum aus der Gattung der Hainbuchen (Carpinus) mit hängenden Zweigen. Das natürliche Verbreitungsgebiet der Art liegt in Laos, Myanmar, Thailand, Vietnam und China.

## Beschreibung

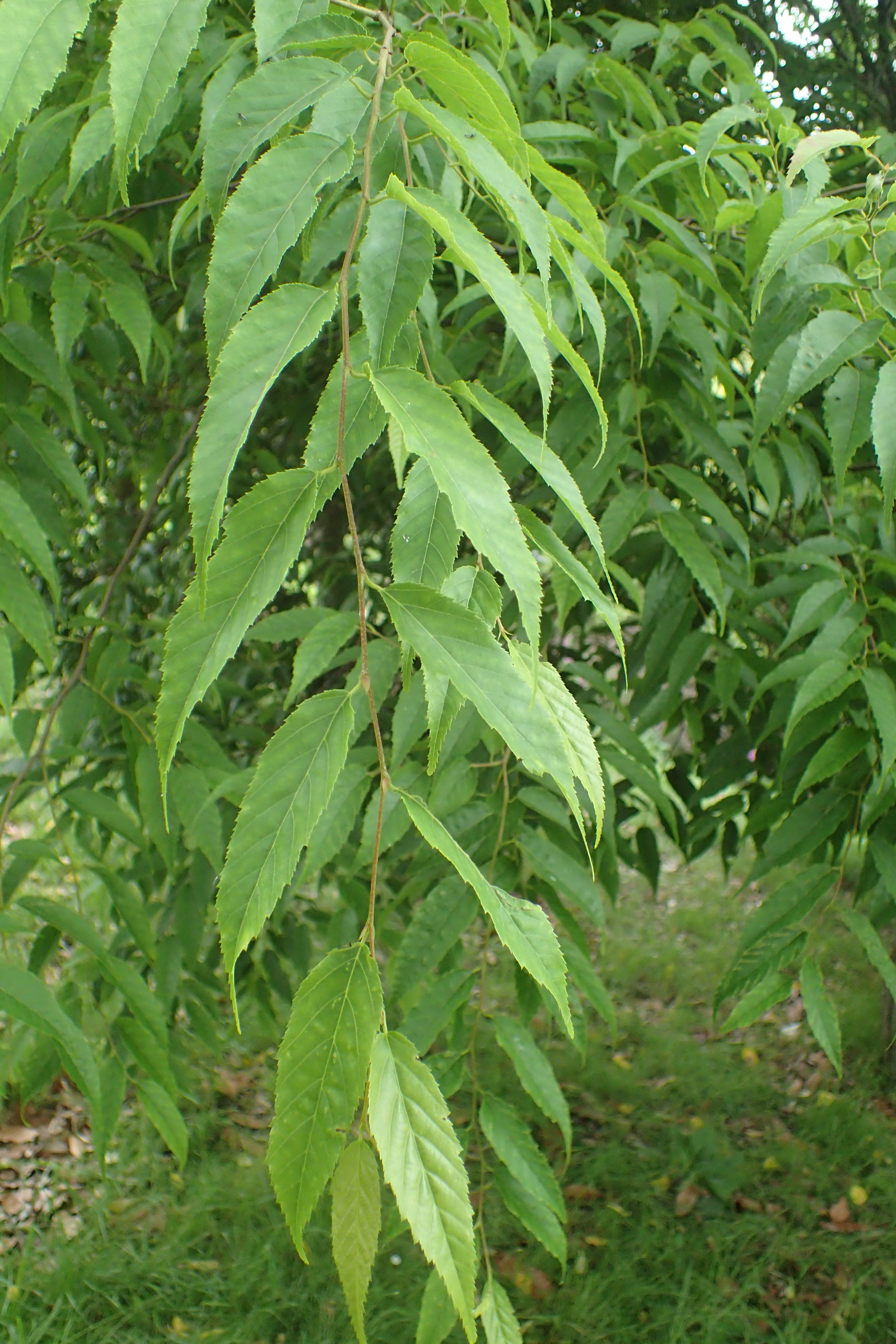
Laub von Carpinus londoniana

Carpinus londoniana ist ein 10 bis 13 Meter hoher Baum mit dunkelgrauer oder weißgrauer Rinde. Die Zweige sind hängend, schwarzbraun, dicht flaumig und fadenförmig zottig behaart. Die Laubblätter haben einen 4 bis 7 Millimeter langen, dicht flaumhaarigen Stiel. Die fast ledrige Blattspreite ist 6 bis 12 Zentimeter lang und 1,7 bis 3,5 selten bis 5 Zentimeter breit, elliptisch-lanzettlich, länglich-lanzettlich, schmal lanzettlich oder länglich, zugespitzt bis geschwänzt, mit abgerundet-spitzer, keilförmiger, mehr oder weniger abgerundeter, selten mehr oder weniger herzförmiger bis abgerundeter Basis und einem unregelmäßig doppelt stachelspitzig gesägten Blattrand. Es werden elf bis 13 Nervenpaare gebildet. Die Blattoberseite ist kahl, die Unterseite hat an den Seitenadern Achselbärte.
Die weiblichen Blütenstände sind 8 bis 10 Zentimeter lang. Die Blütenstandsachse ist etwa 2,5 Zentimeter lang, anfangs dicht zottig behaart und später verkahlend. Die Tragblätter sind kahl, leicht überlappend, 2,5 bis 3 Zentimeter lang, 7 bis 8 Millimeter breit und dreilappig mit spitzer oder stumpfer Blattspitze. Der mittlere Lappen ist schmal länglich, sichelförmig-länglich, lanzettlich oder sichelförmig-lanzettlich. Der äußere Blattrand ist ganzrandig oder gewellt-gesägt mit ovalem, abgeflachtem Lappen von 2 bis 3 Millimetern, der innere Teil ist ganzrandig mit eingerolltem basalen Lappen. Die Blätter haben drei bis fünf Blattadern erster Ordnung, netzartig angeordneten Adern sind vorhanden. Als Früchte werden 3 bis 4 Millimeter lange und 2,5 bis 3,5 Millimeter breite, breit eiförmige, deutlich gerippte, mit Harzdrüsen besetzte Nüsschen gebildet. Carpinus londoniana blüht von April bis Juni, die Früchte reifen von Juli bis September.

## Vorkommen und Standortansprüche
Das natürliche Verbreitungsgebiet liegt in Laos, im Südosten von Myanmar, im Norden Thailands, in Vietnam und in China im Süden der Provinz Anhui, in Fujian, im Norden von Guangdong, in Guangxi, im Südosten von Guizhou, in Hainan, Hunan, Jiangxi und Sichuan, im Süden von Yunnan und in Zhejiang. In China wächst sie in subtropischen Wäldern auf Berghängen in 300 bis 1800 Metern Höhe.

## Systematik
Carpinus londoniana ist eine Art aus der Gattung der Hainbuchen (Carpinus). Diese wird in der Familie der Birkengewächse (Betulaceae) der Unterfamilie der Haselnussgewächse (Coryloideae) zugeordnet. Die Art wurde 1904 von Hubert Winkler erstmals wissenschaftlich beschrieben. Der Gattungsname Carpinus stammt aus dem Lateinischen und wurde schon von den Römern für die Hainbuche verwendet.
Es werden vier Varietäten unterschieden:
- Carpinus londoniana var. lanceolata (Hand.-Mazz.) P.C.Li mit 6 bis 8 Zentimeter langer, 1,7 bis 2,6 Zentimeter breiter, lanzettlicher Blattspreite und Tragblätter mit einem 4 bis 5 Millimeter langen mittleren Lappen. Das Verbreitungsgebiet der Varietät liegt in Hainan in subtropischen Wäldern in Höhen von 600 bis 800 Metern. Das Taxon wurde 1931 von Heinrich von Handel-Mazzetti in der Österreichischen Botanischen Zeitschrift als eigene Art Carpinus lanceolata erstbeschrieben, und 1979 als Varietät Carpinus londoniana zugeordnet.[4]
- Carpinus londoniana var. latifolia P.C.Li mit Laubblättern mit 6 bis 7 Zentimeter langer, 4 bis 5 Zentimeter breiter, länglicher Spreite mit geschwänzter Spitze und abgerundeter Basis. Das Verbreitungsgebiet der Varietät liegt in Zhejiang in feuchten Wäldern auf Berghängen in Höhen von etwa 600 Metern. Die Varietät wurde 1979 von Li Pei Chun erstbeschrieben.[5]
- Carpinus londoniana var. londoniana mit 6 bis 12 Zentimeter langer, 2,5 bis 3,5 Zentimeter breiter Spreite mit abgerundet-gekeilter oder gekeilter, selten mehr oder weniger abgerundeter oder mehr oder weniger herzförmiger Basis und unregelmäßig doppelt stachelspitzig gesägtem Blattrand. Die Tragblätter haben einen länglichen oder sichelförmig länglichen Mittellappen mit spitzer oder stumpfer Spitze.[6]
- Carpinus londoniana var. xiphobracteata P.C.Li mit 6 bis 12 Zentimeter langer, 2,5 bis 3 Zentimeter breiter Spreite mit unregelmäßig und doppelt gesägtem Blattrand. Die Tragblätter haben einen lanzettlichen oder sichelförmig lanzettlichen Mittellappen mit zugespitztem Ende. Das Verbreitungsgebiet der Varietät liegt in Zhejiang in feuchten Wäldern auf Berghängen in Höhen von etwa 700 Metern. Die Varietät wurde ebenfalls 1979 von Li Pei Chun erstbeschrieben.[7]

## Nachweise